# ロケット (家電量販店)
ロケットは、東京都千代田区外神田にあるアマチュア無線専門店。運営母体はエキョー株式会社。

## 概要
かつては秋葉原を本拠に、関東一円で展開する家電量販店チェーンを運営していた。
「激安」という言葉の生みの親とも言われ、カラフルなPOPデザインを駆使した激安を売り物にした垂れ幕を店舗外観全体に掲示するスタイルは、他の家電量販店にも影響を与えた。
1946年に江川電気商会として創業。1956年7月に株式会社ロケット商会として法人改組。1965年1月に株式会社ロケットに商号を変更。1964年、ソリッドステート化の進行と物品税率改訂で余剰になった自社製管球式白黒テレビ受像機キットを直販廉売する目的で、秋葉原の中央通り沿いに1号店を創業。技術指向の高い顧客が集まった事からアマチュア無線機器とその関連用品の品揃えを強化し、国内そして海外の愛好家間でも知られた存在となり、名実共に「アマチュア無線の殿堂」となる。
その後多店舗展開に乗り出し、ピーク時には関東圏に30店舗超を展開、1991年3月期決算で356億円を売り上げるまでに成長した。しかし、バブル崩壊後の不況で売上が低調に推移。バブル期に行った事業拡大に伴う借入金が負担となり、経営不振に陥った。1994年から店舗の閉鎖や人員削減などのリストラを進めたが、景気低迷による消費不振に加え、北関東YKKによる価格破壊により、2000年3月期には202億円にまで売上が減少。
2000年10月2日、約413億円の負債を抱えて東京地方裁判所に民事再生手続きを申請した。その後は秋葉原と一部の郊外店のみで営業を継続したが、ヨドバシAkiba開業などの影響で人の流れが大幅に変わったことに伴い、旗艦店であった本店を2005年12月23日をもって閉鎖した。
2007年には、3月18日に5号店ソフトセンターを閉鎖しアマチュア無線本館の建物内に移転、ロケットソフトとして営業を再開。同月25日に1号店を閉鎖したことで、秋葉原の中央通り沿いで展開していた店舗は姿を消した。秋葉原以外でも、東京都板橋区のロケット食品館が2月25日に、最後の郊外店だった北越谷店も3月18日に閉鎖された。これにより家電量販から完全に撤退した。
株式会社ロケットは、2007年10月10日に東京地方裁判所が破産手続開始決定し、2008年5月15日に破産手続終結して消滅。
アマチュア無線本館を当初運営していた江響電器株式会社も2007年7月13日にエキョー株式会社を設立後に解散し、2007年10月10日に東京地方裁判所が特別清算開始を決定、費用不足により2008年3月27日に破産手続廃止して消滅。
2018年12月31日にアダルトDVD専門店のロケットソフトを閉店。跡地には2019年5月3日にロケットソフトROCKET e-cafeが開店（プレオープン）。
2008年から2010年にかけて秋葉原の中央通り沿いにロケットソフトアウトレット館が存在したが、運営母体は異なっていた。

## イメージソング
- 『Welcome to Rocket!』　
  - 作詞：福永ひろみ
  - 作曲：大森俊之
  - 唄：石原慎一

ホームページや店頭で聴くことができる。バックコーラスを担当しているのは高橋洋子。

## 店舗一覧

### 営業中の店舗

#### 秋葉原
旧3号店
- アマチュア無線本館
- ROCKET e-cafe

### 閉鎖した店舗

#### 秋葉原
- 本部店
- 本店[9] - 千代田区神田佐久間町1丁目14-1
- 1号店[9] - 千代田区外神田1丁目14-1
- 2号店
- 3号店パソコン館[9] - 千代田区外神田1丁目4-6
- ロケットソフト[6] - 千代田区外神田1丁目4-6
- 5号店パソコンセンター→5号店ソフトセンター[9] - 千代田区外神田1丁目13-1？
- 6号店パソコンステーション[9] - 千代田区外神田4丁目3-2
- ロケットソフトセンター[9] - 千代田区外神田1丁目15-13
- ロケットソフト2[9] - 千代田区外神田1丁目15-14
- アマチュア無線本館[9] - 千代田区神田佐久間町1丁目8-7
- 須田町店（A館・B館）
- 昌平橋店（A館・B館）
- 和泉橋店
- 佐久間町店
- 万世橋店
- 江響店

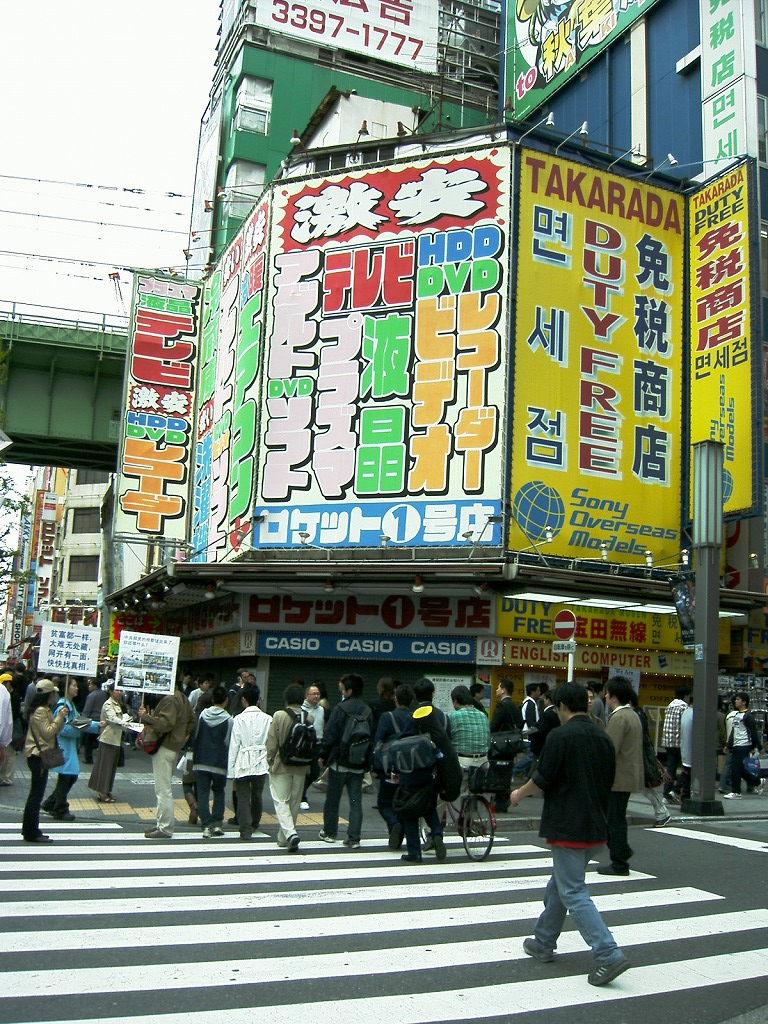
秋葉原の駅前に出店していた1号店。電気街・秋葉原を代表する建物であった。
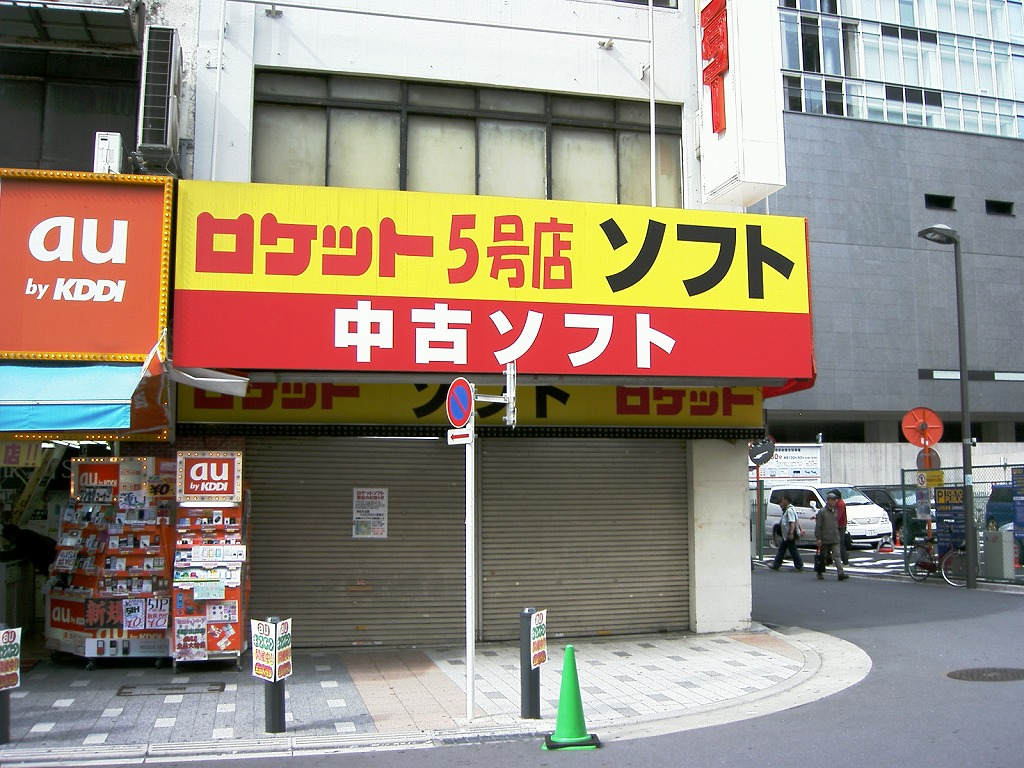
かつての秋葉原5号店
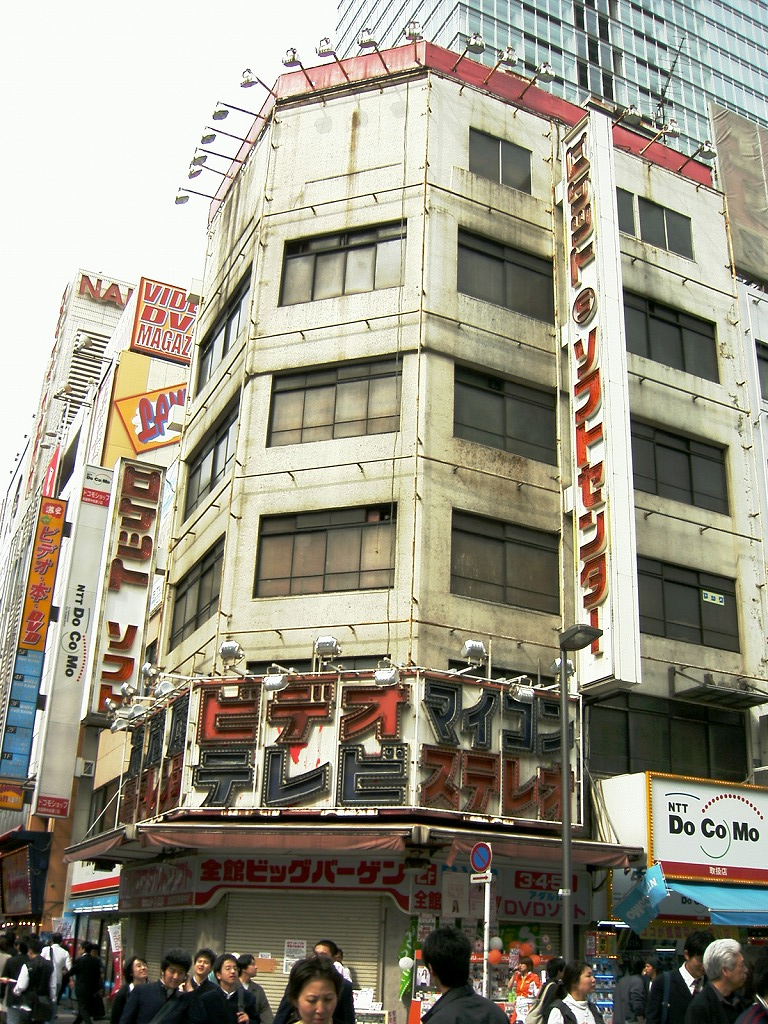
閉鎖後の5号店ビル外観。閉鎖後に昭和時代のネオンが出現。2008年8月に解体

#### 東京都
- 西台店 - 電気製品だけでなく食料品も販売していた。

→食品館 - 西台店の建物がマンションに建て替えられ、1階部分に食料品店として再出店。運営会社の倒産に伴い閉店。
- 蒲田店

#### 埼玉県
- 春日部店
- 越谷店 - 現在はマツモトキヨシ越谷店隣の駐車場
- 北越谷店 - 跡地にウエルシア越谷東大沢店
- 南浦和店
- 松原団地店 - 草加市栄町2-8-21に所在した。
- 千間台店
- 西川口店
- 行田店
- 大袋店

#### 千葉県
- 千葉店 - ダイエー千葉店の隣にあったが、ダイエーの閉店とほぼ同時期に閉店。
- 木更津店
- 八千代店
- 野田店
- 市原五井店
- 都賀店
- 佐原店
- 鎌ヶ谷店

#### 神奈川県
- 希望ヶ丘店
- 上永谷店（A館・B館）- 電器のエガワの名称で開業し、名称を変更した。
- 港北ニュータウン店
- 平塚四之宮店
- 茅ヶ崎店
- 京急富岡店
- 愛甲石田店
- 厚木駅前店
- 上溝店
- 鶴見店

#### 茨城県
- 土浦店
- 下妻店
- 取手店

#### 群馬県
- 太田店